# 続芸者っ子・下町育ち
『続芸者っ子・下町育ち』（ぞくげいしゃっこ・したまちそだち）は、フジテレビ系『ライオン奥様劇場』枠で1965年10月4日から1965年11月19日まで放送された連続テレビ映画である。白黒作品。全35回。

## 概要
「奥様劇場」第13作。浅草観音裏の花街を舞台に花柳界で生きる女性たちの哀歓を描くメロドラマ。同枠第9作「芸者っ子」の続編と銘打っているがストーリー上の関連はない。制作中の仮題は「花街育ち」。主題歌は改題前に制作されたため一番の歌詞に「花街育ち」の文言が残されている。作詞の良池まもるは関沢新一のペンネーム、担当ディレクターは「艶歌の竜」と呼ばれた馬渕玄三が務めた。笹みどりは本主題歌の大ヒットにより、翌1966年の第17回NHK紅白歌合戦に初出場した。平均視聴率20.5％、最高視聴率25.5％（いずれもビデオリサーチ関東地区調べ）。

## 物語
生みの母が浅草の芸者だと知った民子は、それを隠してきた周囲への反発から高校を辞め、初恋の人にも別れを告げて自ら花街へ飛び込んだ。そこで出逢った人々との関わりの中で人として成長した民子は、やがて母の志乃と固い絆に結ばれてゆく。

## キャスト
- 民子 ………… 三原有美子
- 志乃 ………… 福田公子
- 喜多川千鶴
- 三条美紀
- 美川陽一郎
- 利根はる恵
- 吉田義夫
- 田浦正巳
- 六本木真
- 古賀京子
- 小沢紗季子
- 天草四郎(俳優)
- 松本朝夫
- 宗方奈美
- 沼波輝枝
- 加藤博司
- 村上美重

## スタッフ
- 脚本:柳川創造
- 監督:土屋蔵三、西河健治
- 音楽:大森盛太郎
- プロデューサー：大橋正次(NMC)
- 制作：NMC、フジテレビ

## 主題歌
- 「下町育ち」（歌：笹みどり）
  - 作詞：良池まもる／作曲：叶弦大／編曲：安田彫花

## 参考資料
- 「続芸者っ子・下町育ち」シナリオ決定稿
- 「テレビジョンドラマ」(放送映画出版)
- 奥山弘「艶歌の竜と歌謡群像」(三一書房)

| フジテレビ ライオン奥様劇場            | フジテレビ ライオン奥様劇場                     | フジテレビ ライオン奥様劇場          |
| 前番組                                 | 番組名                                          | 次番組                               |
| -------------------------------------- | ----------------------------------------------- | ------------------------------------ |
| 花のいのちを （1965.8.23 - 1965.10.1） | 続芸者っ子・下町育ち （1965.10.4 - 1965.11.19） | 男の償い （1965.11.22 - 1965.12.31） |